# Lauren Bennett
 (juillet 2014).
Si vous disposez d'ouvrages ou d'articles de référence ou si vous connaissez des sites web de qualité traitant du thème abordé ici, merci de compléter l'article en donnant les références utiles à sa vérifiabilité et en les liant à la section « Notes et références ».
Lauren Bennett, née le 23 juin 1989 à Meopham dans le Kent, est une chanteuse britannique. Elle fait partie de 2012 à 2015 du groupe G.R.L..

## Biographie
Lauren Bennett est née le 23 juin 1989 dans le Kent, comté d’Angleterre situé au sud-est de Londres. Elle est chanteuse, danseuse mais également modèle (notamment pour Violent Lips).

## Carrière
De 2007 à 2009, Lauren a fait partie du groupe Paradiso Girls qui était au départ composé de sept membres pour ensuite n’en compter plus que 5 (Chelsea Korka, Aria Crescendo, Kelly Beckett et Shar Mae Amor). Leur premier single Patron Tequila en featuring avec Lil Jon et Eve est sorti le 12 mai 2009 et a atteint la troisième place du Hot Dance Club Play Chart et la 82e du Canadian Hot 100. Après le flop de leur second single Who’s my bitch, le groupe s’est arrêté.
Avant leur arrêt, elles ont participé au remix I Got It from My Mama de will.i.am et à la tournée « Party Rock Anthem » du groupe LMFAO.
Après la séparation des Paradiso Girls en 2010, Lauren a poursuivi une carrière solo. Elle a notamment chanté avec Cee Lo Green sur la chanson Love Gun et l’année suivante a rejoint le groupe LMFAO sur leur chanson Party Rock Anthem qui a été téléchargée plus de 5 000 000 fois aux États-Unis. Le 21 novembre 2011, elle sort son premier single solo I wish, I wish.
En plus de ça, Lauren travaille toujours avec Robin Antin et est en vedette sur le deuxième DVD de fitness des Pussycat Dolls. Sur le tapis rouge des American Music Awards, elle confirme qu’elle est membre des nouvelles Pussycat Dolls et il est annoncé que le groupe débuterait en 2012 avec notamment comme autres membres Paula Van Oppen, Simone Battle et Natasha Slayton.
En 2013, la formation revient en force avec la nouvelle recrue Emmalyn Estrada mais aussi avec un tout nouveau nom : G.R.L.. Elles sortent leur single Vacation qui fait partie de la bande originale du film Les Schtroumpfs 2.
En 2014, les filles sont en featuring sur la chanson Wild Wild Love du rappeur Pitbull.

## Discographie

### Avec Paradiso Girls
| Année | Single                                                   |
| ----- | -------------------------------------------------------- |
| 2009  | Patron Tequila                                           |
| 2009  | "I Came 2 Party" (Space Cowboy featuring Paradiso Girls) |
| 2010  | Who's my bitch                                           |

### Solo
| Année | Single                                                          |
| ----- | --------------------------------------------------------------- |
| 2010  | Love Gun (Cee Lo Green featuring Lauren Bennett)                |
| 2011  | Party Rock Anthem (LMFAO featuring Lauren Bennett and GoonRock) |
| 2011  | I Wish, I Wish                                                  |
| 2016  | "Hurricane"                                                     |
| 2016  | "Reality" (Nick Martin featuring Lauren Bennett)                |
| 2017  | "Forever Or Nothing" (NERVO & SAVI featuring Lauren Bennett)    |

### AvecG.R.L.
| Année | Single                                    |
| ----- | ----------------------------------------- |
| 2013  | Vacation                                  |
| 2014  | Wild Wild Love (Pitbull featuring G.R.L.) |
| 2014  | Show Me What You Got                      |
| 2014  | Rewind                                    |
| 2014  | Don't Talk About Love                     |
| 2014  | Girls Are Always Right                    |
| 2014  | Ugly Heart                                |
| 2015  | Lighthouse                                |
| 2016  | "Kiss Myself"                             |
| 2016  | "Are We Good?"                            |